# Johan Frederik Pala
Johan Frederik Pala (Venlo, 2 juni 1892 – Hollandsche Rading, 22 juni 1972) was een Nederlands componist, dirigent, klarinettist, pianist en violist.

## Levensloop
Pala studeerde klarinet, piano en viool bij de militaire kapelmeester M. Kley. In 1909 werd hij lid van de Stafmuziek van de Koninklijke Marine, gestationeerd in Den Helder. In 1939 nam hij ontslag bij dat orkest en verbleef in Rotterdam. Aldaar was hij werkzaam als componist, arrangeur en dirigent van verschillende harmonie- en fanfareorkesten, zoals van het Stedelijk Muziekkorps Den Helder. Naast vele bewerkingen van klassieke werken voor harmonie- en fanfareorkest, zoals bijvoorbeeld Rapsodie Norvegienne nr. 3, op. 21 en Feestpolonaise, op. 12  van Johan Severin Svendsen, Ouverture "Cyrano de Bergerac", op. 23 van Johan Wagenaar, de Ouverture tot de opera "Othello" van Gioacchino Rossini, Peter und der Wolf, op. 67 van Sergej Prokofjev een Selectie uit het Musical "West Side Story" van Leonard Bernstein alsook de Oud hollandse Boerendansen van Willem Frederik Siep schreef hij talrijke eigen werken.

## Composities

### Werken voor harmonie- of fanfareorkest
- 1957 Concertstuk
- 1958 De Schutterij, komieke rapsodie naar Speenhof's liedje voor harmonie- of fanfareorkest en gemengd koor (ad libitum)
- 1958 Virtue, ouverture
- 1959 Euphonie, ouverture
- 1959 Suite Triplée
- 1961 Porta Nigra, ouverture
- 1962 Drie Schetsen, suite
  1. Introductie
  2. Andante
  3. Scherzando
- 1962 Krakow, ouverture
- 1963 Elfrida, ouverture
- 1966 Concert Ouverture, voor harmonie- of fanfareorkest (gecomponeerd in opdracht van de S.O.N.M.O.)
- A Good Day (Een goede dag)
- Concertstuk, voor klarinet en harmonieorkest
- De Jacht, fantasie-ouverture
- Kleine ouverture in klassieke stijl
- Lentestemming, suite
- Loosdrecht, suite
- Luctor et Emergo, symfonisch gedicht
- Ouverture Capriccio
- Ouverture "lyrique"
- Ouverture Militaire
- Rio Grande, ouverture
- Sunshine and Shadow

### Kamermuziek
- 1963 Cerberus, voor tuba solo en piano
- 1963 Concertstuk, voor trompet (of kornet) en piano
- 1963 Prelude en Scherzo, voor drie klarinetten
- 1964 Green Hills, voor bastrombone en piano
- 1964 Drie Miniaturen, voor 2 saxofoons (of 2 klarinetten; of 2 hoho's) en piano
- 1965 Brave Hendrik, voor tuba solo (of trombone, of bariton) en piano (opgedragen aan de voorzitter van de muziekvereniging "Nieuw Leven" te Angerlo, Hendrik Wissink)
- 1968 The Twins - De Tweelingen, voor 2 cornetten en piano
- 1969 Bonjour, duet voor klarinetten (of saxofoons; of hobo's) en piano
- 1971 Romance Mêlancholle, voor altsaxofoon en piano
- Concert Duo, voor twee cornetten en piano
- Kwartet in c mineur, voor vier klarinetten
- White Cliffs, polka voor 2 cornetten en piano

### Werken voor piano
- 1918 Fairy-land, wals

### Pedagogische werken
- Hulpgrepen op de moderne saxophone

## Publicaties
- Hulpgrepen op de moderne saxophone, Hilversum, J. J. Lispet, 1950.